# Truljalia meloda
Truljalia meloda är en insektsart som beskrevs av Andrej Vasiljevitj Gorochov 1992. Truljalia meloda ingår i släktet Truljalia och familjen syrsor. Inga underarter finns listade i Catalogue of Life.